# Franz John
Franz Adolf Louis John (nascut el 28 de setembre de 1872 a Pritzwalk, mort el 17 de novembre de 1952 a Berlín) va ser un jugador de futbol alemany. Va ser un dels fundadors del FC Bayern de Múnic, i va actuar com el seu primer president de 1900 a 1903.
Va néixer el 28 de setembre de 1872 a Pritzwalk (Brandenburg), fill de Friedrich Wilhelm i Ida John. Després de traslladar-se amb els seus pares a Pankow a la vora de Berlín, més tard va fitxar pel club de futbol VfB Pankow. Allà va conèixer Gustav Manning, que després esdevingué secretari de l'Associació Alemanya de Futbol. Manning va ajudar més tard a John a integrar els clubs de futbol de Munic a l'DFB. Després del seu aprenentatge com a fotògraf a Jena, John es va traslladar a Munic on va esdevenir membre de l'MTV 1879 Munich.
Quan el 27 de febrer de 1900 el comitè de direcció de l'MTV va prohibir que la divisió de futbol del seu club s'unís a l'associació de clubs de futbol d'Alemanya del Sud (SFV), onze jugadors de futbol van abandonar el club sota la direcció de Franz John. Al restaurant Gisela van fundar el Munich Football Club Bayern i van triar com a president Franz John. John també va fundar el consell d'àrbitres bavaresos.
Sota el seu lideratge, el club es va unir a l'SFV encara en el seu primer any i ràpidament es va convertir en una força en l'escena futbolística de Munic. El 1903 John va deixar el FC Bayern i el va succeir com a president l'neerlandès Willem Hesselink. John també va deixar Munic el 1904, tornant a Pankow, on va obrir un laboratori fotogràfic i més tard es va convertir en president del seu club local, el VfB Pankow. Tot i tenir pocs contactes amb Munic, John va ser escollit als anys 20 com a president honorari del FC Bayern de Múnic i el 1936 va rebre l'agulla d'honor en or del club.
John va morir el 17 de novembre de 1952 a Pankow als 80 anys; no tenia descendència. Més tard, el periodista Joachim Rechenberg va localitzar la seva tomba perduda a Fürstenwalde. Quan l'any 2000 el FC Bayern va celebrar el seu 100è aniversari, el club va recrear la tomba i va donar una nova làpida per commemorar els mèrits de Franz John.